# Lutz Kerschowski
Lutz Kerschowski (* 1953 in Berlin-Pankow) ist ein deutscher Gitarrist und Komponist. Seine Karriere begann in den 1980ern in der DDR (siehe auch Musik der DDR). Seit den 1990ern machte er sich vor allem durch Filmmusik einen Namen.

## Leben
Kerschowski ist gelernter Autoschlosser. Seine Karriere als Rockmusiker begann in der Amateurband Regenmacher. 1985 gründete er in Ost-Berlin die Rockband Kerschowski. Die Band wurde als beste Newcomer-Band ausgezeichnet und erhielt noch in ihrem Gründungsjahr von Amiga ein Angebot zur Produktion einer Langspielplatte, was für DDR-Verhältnisse ungewöhnlich war. Zur Band gehörten Lutz Kerschowski (Gesang), Lexa Thomas (Bassgitarre), Jörg Mischke (Keyboard), Jörg „Wilkie“ Wilkendorf (Gitarre), Tina Tandler (Saxophon) und Thomas Pilz (Schlagzeug). Später wurden Thomas durch Kay Lutter (heute: In Extremo) und Pilz durch Detlev „Delle“ Kriese (später Klaus Renft Combo) ersetzt. Musikalisch orientierte sich die Band anfangs an Bruce Springsteen. Neben Eigenkompositionen (Montagsfrüh, Mensch Junge) machte Kerschowski vor allem mit Titeln von Springsteen auf sich aufmerksam, zu denen Lutz Kerschowski deutsche Texte geschrieben hatte. Später versah Lutz Kerschowski weitere internationale Hits mit deutschen Texten und nahm sie ins Repertoire der Band auf. Darunter waren Mama hat Geburtstag (Birthday) und Ein harter Tag (A Hard Days Night) von den Beatles. Kerschowskis Erfolgsrezept war bodenständige Rockmusik und der Verzicht auf eine aufwändige Bühnenshow. Obwohl der Band kurz nach Veröffentlichung der LP Weitergehen ein weiteres Produktionsangebot von Amiga vorlag, verzichtete Kerschowski und zog es vor, weiter live zu spielen.
Aus der ersten Begegnung Kerschowskis mit dem westdeutschen Musiker Rio Reiser 1988 bei einem gemeinsamen Konzert in der Ost-Berliner Werner-Seelenbinder-Halle entwickelte sich eine enge Freundschaft.
Anfang 1989 suchte Lutz Kerschowski nach neuen musikalischen Wegen, löste die Band auf, sammelte profilierte Musiker um sich und startete das Projekt Blankenfelder Boogieband. Dieses Bandprojekt, in dem unter anderem Peter Gläser (Cäsar), Heiner Witte (Engerling) und Jürgen Ehle mitwirkten, war ein kurzzeitiges Projekt, ähnlich den Gitarreros und der Amiga Bluesband. Bei der einzigen LP dieser Band verzichtete Kerschowski auf eine Aufnahme in den Amiga-Studios, nahm die Platte in einem improvisierten „Garagen-Studio“ auf und ließ sie von Rio Reiser in der Bundesrepublik Deutschland abmischen. Kerschowski wollte damit erreichen, dass die Plattenaufnahmen dem Sound der Live-Konzerte nahekommen.
Im Herbst 1989 war er Mitverfasser der Protestresolution von Rockmusikern und Liedermachern. 1990 wurde er Gitarrist in Rio Reisers Band. Nach dessen Tod 1996 kümmerte er sich um dessen künstlerischen Nachlass.
Kerschowski arbeitet für das Label Möbius Rekords. Seit 1999 widmet er sich zudem Aufträgen der Filmbranche, beispielsweise für Polizeiruf 110 und Tatort. Vor allem schreibt er Filmmusik für TV-Spielfilme der öffentlich-rechtlichen Fernsehanstalten.

## Werk

### Diskografie
- 1986: Weitergehn (Amiga)
- 1989: Kerschowski & Blankenfelder Boogie-Band (Amiga)
- 1994: Vorbei is vorbei (Buschfunk)
- 2004: Kerschowski – Die 3 Originalalben auf CD (Hansa Amiga/Sony BMG)

### Filmmusik (Auswahl)
Wenn nicht anders angegeben, Fernsehfilme:
- 1998: Polizeiruf 110 – Katz und Kater
- 1999: Trennungsfieber
- 2000: Gnadenlose Bräute
- 2001: Bis dass dein Tod uns scheidet
- 2001: Vor meiner Zeit
- 2002: Ein Engel und Paul
- 2002: Polizeiruf 110 – Silikon Walli
- 2002: Pommery & Putenbrust
- 2002: Stahlnetz: Ausgelöscht
- 2003: Tatort – Bermuda
- 2003: Goldfisch unter Haien
- 2004: Tatort – Hundeleben
- 2005: Pommery & Hochzeitstorte
- 2005: Tatort – Der doppelte Lott
- 2005: Tote leben länger
- 2005: Schimanski: Sünde
- 2006: Pommery und Leichenschmaus
- 2006: Brennendes Herz[1]
- 2007: Tatort – Ruhe sanft!
- 2007: Die Sterneköchin
- 2008: Meine fremde Tochter
- 2008: Schokolade für den Chef
- 2009: Ein Schnitzel für drei
- 2010: Frösche petzen nicht
- 2012: Tatort – Hinkebein

## Dokumentarfilm
- 1986: Kerschowski – Ansichten eines Rocksängers (DEFA-Dokumentarfilm, Regie: Heinz Brinkmann)[2]